# Zlatoličje
Zlatoličje este o localitate din comuna Starše, Slovenia, cu o populație de 744 de locuitori.